# Franco Caiola
Franco Caiola (Paterno, 26 maggio 1888 – Paterno, 19 aprile 1965) è stato un antifascista e anarchico italiano.

## Biografia

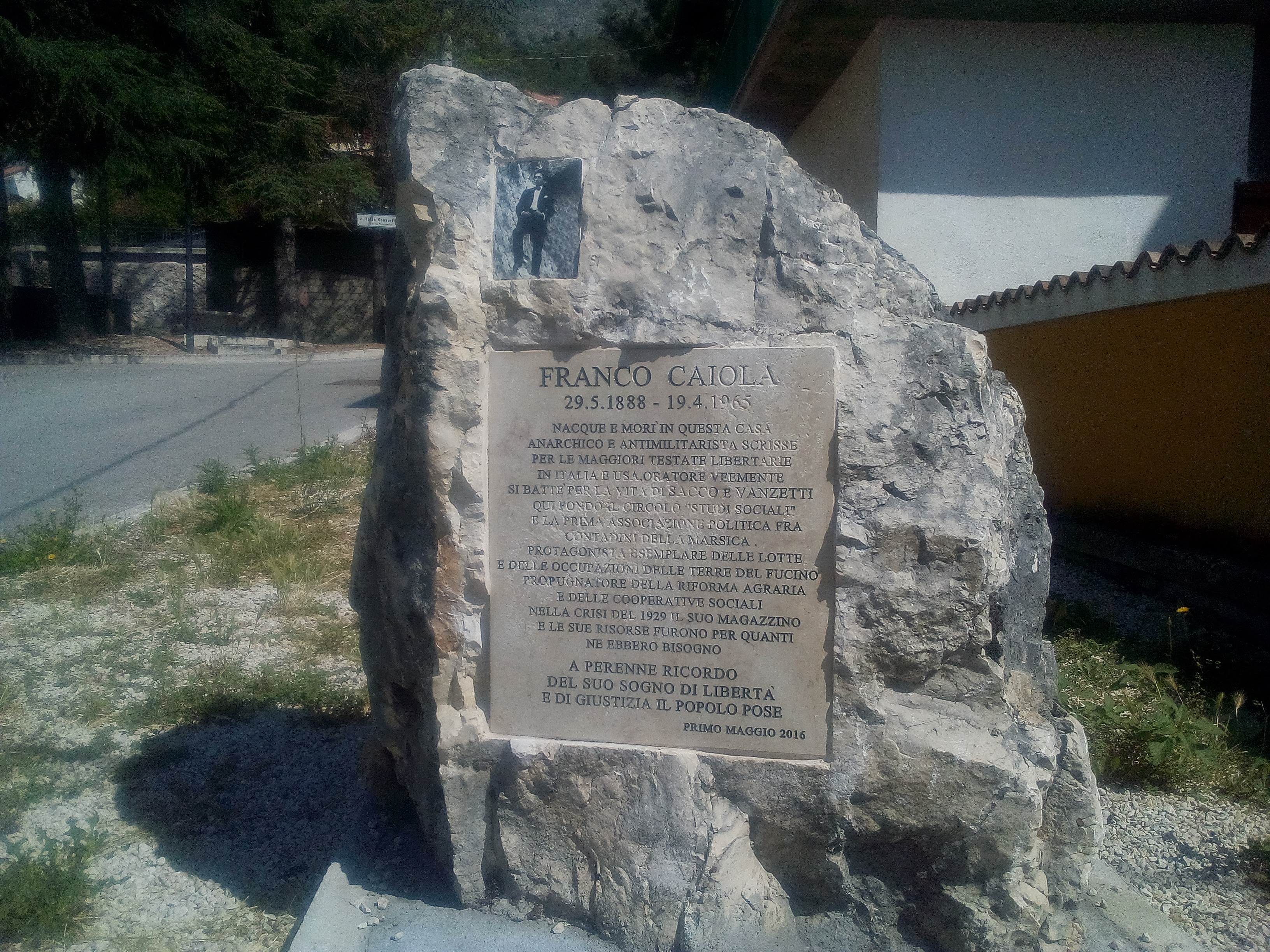
Paterno: Largo Franco Caiola

### Negli Stati Uniti
Nato nel 1888 a Paterno (all'epoca frazione di Celano), nel 1908 lascia l'Italia per gli USA. È sottoscrittore di stampa anarchica, corrispondente di «Cronaca Sovversiva» - diretto da Luigi Galleani prima, Umberto Postiglione poi - sulle cui pagine, nel pieno del clima bellicista e guerrafondaio europeo, porta avanti una serie di interventi sull'antimilitarismo.

### Il rimpatrio
Rimpatria nel 1915, anno del terremoto della Marsica. Riceve, diffonde e scrive per «Il Libertario» di La Spezia. È attivo nella propaganda pacifista e nelle mobilitazioni contro l'intervento dell'Italia nel primo conflitto mondiale.
Dopo il disastroso terremoto del 13 gennaio 1915 è impegnato nel prestare soccorso alla popolazione. Scrive anche articoli e resoconti sulla cattiva gestione della ricostruzione sulle pagine de «Il Libertario» e de «L’Avvenire Anarchico» di Pisa.
Paterno, 27-2-1917 - «Con piacere ho appreso le notizie del buon compagno Ippoliti. Al mio ritorno d'oltre Oceano, pochi giorni dopo avvenuto il disastro tellurico, lo cercai appunto per vedere se potevamo fare qualche cosa per la propaganda sovversiva, o almeno antireligiosa, ma non mi fu possibile saper nulla. Però le sue affermazioni non distruggono la verità di ciò che io ho scritto riguardo alla mancanza di un movimento sociale. È necessario quindi crearlo e fare il possibile fin d'ora perché queste plaghe non rimangano alla mercé dei soliti politicanti e di coloro che speculano sulle fatiche e sull'ignoranza dei lavoratori. Nella Marsica vi sono operai di tutte le regioni d'Italia e non sarebbe male additare tutte le sconcezze che qui si commettono. Non bisogna scoraggiarsi caro Ippoliti. Se la biblioteca è andata distrutta dalle cieche forze della natura, altri libri vi sono nelle biblioteche. Se le vigili sentinelle sono cadute, altre ne sorgeranno. Basta scuotere l'inerzia, lavorare, intendersi per l'opera comune. Ed io son qui pronto a fare ciò che sta nelle mie forze. Da questo piccolo paese ben 15 o 16 sono del 98 partenti. Il prete, che domina tutto qui, ha detto la messa per loro, li ha confessati ed ha fatto a tutti il solito regalo di medaglie [nere?]. I giovani tutti gioiosi suonavano e cantavano contro gl'imboscati gridando viva il re e morte all'imperatore. Io li guardo e rifletto mestamente. Vedo qualcuno che sotto la maschera dell'allegria nasconde una certa preoccupazione e ne indovino il motivo. Il mio augurio è perché tornino e fatti coscienti da la dura esperienza, vengano con noi a combattere per la vera giustizia, pel benessere di tutti, per la libertà» (Caiola).

### Il biennio rosso
A nome degli anarchici marsicani invia adesione al congresso di Firenze (12-14 aprile 1919) nel corso del quale si costituisce l'Unione comunista-anarchica italiana (UCAI, poi UAI).
È corrispondente di «Umanità Nova», sulle cui colonne riferisce dettagliatamente sugli eccidi proletari di Ovindoli e Celano. Attivo nell'elaborazione delle strategie d'azione per la formazione dei gruppi del Fronte unico rivoluzionario (FUR) così come nella partecipazione diretta alle lotte in corso su questioni concomitanti sul piano nazionale e locale quali il caroviveri, il pacifismo e l'antimilitarismo, l'emancipazione politica ed economica del proletariato, le libertà e i diritti sindacali.
È tra i principali promotori del percorso organizzativo preparatorio al convegno anarchico regionale di Sulmona del 20 maggio 1920 e quindi della costituzione della Federazione comunista-anarchica abruzzese (FCAA, poi FAA).
Con Evangelista Di Benedetto è promotore dell'assemblea anarchica del 20 giugno 1920 nei locali della Camera del Lavoro di Avezzano, nel corso della quale si delibera la costituzione del locale gruppo Umanità Nova e la sua adesione alla FCAA e all'UCAI.
È tra i dirigenti della Camera del Lavoro di Avezzano. Nel mese di agosto 1920 è in prima linea nel coordinare le occupazioni delle terre del Fucino. Il giornalista è tra i fautori dell'associazionismo contadino e tra i primi a raccontare le lotte contadine e gli eccidi di Ovindoli e Celano. Sulle pagine di «Umanità Nova» riferisce di una «fiumana sterminata di popolo» che dilaga nei campi per prendere possesso «delle terre del principe di Torlonia e di altri signorotti locali nell'unico intento di renderle produttive».
Nel corso dell'anno nei centri marsicani la febbre rimane alta. Nel mese di settembre, con l'occupazione di campi e officine in corso in mezza Italia, Caiola è attivissimo nel coordinare i braccianti. Scrive: «l'invasione dei terreni nella plaga fucense si ripercuote giorno per giorno nei vari paesi della Marsica ed episodi importanti avvengono ovunque»; all'arrivo dei carabinieri - «i quali si dettero alle solite bestiali provocazioni contro delle donne e contro alcuni compagni» - il suono di una campana chiama a raccolta uomini e donne provenienti da ogni angolo del circondario, che costringono con la forza i militari alla ritirata e al rilascio degli arrestati.
In occasione delle amministrative del 25 settembre, nei mandamenti di Pescina e San Benedetto dei Marsi, «frazione dove contiamo ottimi compagni», nessuno si presenta alle urne; ad Avezzano, i ferrovieri minacciano la paralisi del traffico; a Paterno, infine, «lotta senza tregua» tra coloni e grandi proprietari di vigneti: «un nostro compagno spiega attivissima propaganda in mezzo a questi coloni, affinché nella prossima rivoluzione anche la Marsica sappia combattere per la conquista dei comuni diritti» (Caiola).
Nel 1921 Caiola costituisce a Paterno il circolo Studi Sociali aderente alla FAA, allo scopo di intensificare la propaganda tra i lavoratori della terra.
Sul finire dell'anno Caiola è a Raiano per sostenere le iniziative della prima Casa del Popolo abruzzese, voluta e realizzata da Umberto Postiglione.

### Per Sacco e Vanzetti
Nel mese di ottobre il Circolo Studi Sociali fa stampare e affiggere un manifesto murale per la libertà di Sacco e Vanzetti, «che mette in luce l'ingiusta condanna che colpì i nostri due compagni e invita il proletariato a insorgere». Aderiscono all'iniziativa anche i gruppi anarchici di Avezzano e di San Benedetto dei Marsi, la sezione socialista e la Camera del Lavoro. Il 15 gennaio 1922 è tra gli oratori del comizio organizzato negli spazi della Camera del Lavoro di Avezzano contro la condanna a morte di Ferdinando Nicola Sacco e Bartolomeo Vanzetti.

### Nuovo espatrio
Riesce a lasciare l'Italia per gli USA dove si reca a Washington. Vigilato dalla PS fino al 1939.

### Dopoguerra
Rimpatria nel dopoguerra. Milita nel movimento comunista-libertario. Negli avanzati anni '50, viene colpito da un ictus, che lo costringerà a letto, e privo di parola, nell'ultimo decennio della sua esistenza. Lo scrittore Mario Pomilio, suo genero (avendo sposato Dora, una delle sue figlie), progetterà fin dal 1958-1959 un racconto lungo ispirato alla sua figura; il progetto, il cui titolo provvisorio era L'anarchico, per anni tenterà lo scrittore anche in prospettiva di romanzo (da far seguire a La compromissione, 1965, romanzo cruciale di quel periodo della narrativa italiana). Del testo rimangono diverse pagine, al momento inedite, custodite nell'archivio pomiliano, presso il Fondo manoscritti dell'Università degli Studi di Pavia.

### Morte e riconoscimenti
Muore nella casa natale a Paterno il 19 aprile 1965. 
Il primo maggio 2016, il comune di Avezzano dedica a Paterno un largo dotato di stele con targa ricordo a Franco Caiola.